# Чудаков Олександр Павлович
Олександр Павлович Чудаков (2 лютого 1938, Щучинск — 3 жовтня 2005, Москва )  — російський філолог, літературознавець і письменник, педагог, спеціаліст з творчості А. П. Чехова.

## Біографічні дані
У 1960 закінчив філологічний факультет Московського державного університету.
З 1964 працював в Інституті світової літератури, викладав у МДУ, Літературному інституті.
Доктор філологічних наук (1983, дисертація «Художня система Чехова: генетичний та типологічний аспекти») .
Після 1987 читав курс російської літератури в європейських та американських університетах. Член Міжнародного Чеховського товариства.
Чудакову належать літературознавчі роботи: "Поетика Чехова" (1971, англійський переклад - 1983), "Світ Чехова: Виникнення та утвердження" (1986), "Слово - річ - світ: від Пушкіна до Толстого" (1992). Крім цього, він опублікував понад 200 статей з історії російської літератури, готував та коментував збірки творів В. Б. Шкловського , Ю. М. Тинянова.
У 2000 році в журналі «Знамя» був надрукований роман Чудакова «Лягає імла на старі щаблі», який був висунутий на Букерівську премію у 2001 році. За цей роман у 2011 році письменник отримав посмертну премію «Російський Букер десятиліття»  . Премія фонду "Знамя" (2000).
Помер на 68-му році життя 3 жовтня 2005 року. Причина смерті - важка черепно-мозкова травма, отримана за нез'ясованих обставин   . Похований на Востряковському цвинтарі .

## Сім'я
- Дружина — літературознавець та громадський діяч Маріетта Чудакова (1937-2021).
- Дочка Марія.

## Основні праці
- Поэтика Чехова. — М., 1971;
- Мир Чехова: возникновение и утверждение. — М., 1986;
- Антон Павлович Чехов: книга для учащихся; [рец.: В. И. Коровин, Л. И. Соболев[ru]; ред. Л. А. Белова; худ. Б. Л. Рытман]. — М.: Просвещение, 1987. — 172 с. — (Биография писателя). — Доп. тираж 200 000 экз.
- Слово — вещь — мир: от Пушкина до Толстого. — М., 1992;
- Слушаю. Учусь. Спрашиваю. Три мемуара. — Сеул, 1999;
- Ложится мгла на старые ступени: роман-идиллия. — М.: Время[ru], 2012. — 638 с. — (Самое время!) — 13 000 экз. — ISBN 978-5-9691-0801-1.